# Emre Güral
Emre Güral (* 5. April 1989 in Offenbach am Main) ist ein deutsch-türkischer ehemaliger Fußballspieler.

## Karriere

### Verein
Güral kam als Sohn türkischer Einwanderer in Offenbach am Main zur Welt. Beide Elternteile stammten aus der türkischen Ägäisregion. Sein Vater Ali Recai Güral war als Fußballspieler in den unteren türkischen Ligen tätig, u. a. bei Bergamaspor. So förderte er früh seinen Sohn und meldete ihn als Vierjährigen beim SG Egelsbach an. Mit acht Jahren besuchte Güral in Begleitung seines Vaters ein von Eintracht Frankfurt veranstaltetes Draftturnier und wurde hier für die Jugendmannschaft gescoutet. Hier spielte er dann, u. a. mit solchen Spielern wie Marko Marin, Cenk Tosun und Semih Aydilek, die nächsten acht Jahre.
2005 bot der Zweitligist SpVgg Greuther Fürth Güral einen Profivertrag an. Nach Absprache mit seinen Eltern nahm er das Angebot an und verbrachte eine Spielzeit im Jugendinternat der Fürther.
Im Sommer 2006 wechselte er zum damaligen Bayernligisten SSV Jahn Regensburg. Bereits in seiner ersten Saison wurde der Klub Meister und stieg damit in die Fußball-Regionalliga Süd auf. Er befand sich weitere zwei Spielzeiten im Mannschaftskader, schaffte aber z. T. altersbedingt den Durchbruch nicht. Je Spielzeit absolvierte er etwa vier bis sechs Einsätze. Seine Mannschaft versuchte ihn zu halten, aber Güral betonte mehrmals seinen Wunsch, in einer Mannschaft zu spielen, in der er regelmäßig eingesetzt wird.
So entschied er sich zur Saison 2009/10 für einen Wechsel und ging in die Fußball-Regionalliga Süd zur SV Elversberg. Hier wurde er bereits während des Wechsels als „eines der größten Talente, die jemals in Elversberg Fußball gespielt haben“ gehandelt. Diesen Erwartungen wurde Güral gerecht und etablierte sich auf Anhieb als Stammspieler. In seiner ersten Spielzeit bestritt er 28 Ligaspiele und erzielte dabei acht Tore. Die zweite Spielzeit verlief ähnlich. Besonders auffällig spielte er bei der DFB-Pokal-Begegnung am 14. August 2010 gegen den Hannover 96. Hier wurde ihm eine überzeugende Vorstellung und ein großer Anteil am Weiterkommen seiner Mannschaft zugesprochen. Er wurde anschließend mit mehreren Bundesligavereinen, u. a. dem FC Bayern München in Verbindung gebracht.
Im Laufe der Spielzeit bekam er sowohl aus der Bundesliga als auch aus der türkischen Süper Lig mehrere Angebote. Güral wiederholte seinen Wunsch, zu einer Mannschaft wechseln zu wollen, bei der er die Möglichkeit haben würde, regelmäßig zu spielen. Das Angebot der Bayern lehnte er ab, weil es sich vor allem auf die Amateurmannschaft der Bayern bezog, die in der gleichen Liga spielte wie SV Elversberg. Mit dem türkischen Erstligisten Manisaspor kam auch kein Wechsel zu Stande. Zum Sommer 2011 verhandelte er mit dem Süper-Lig-Absteiger Bucaspor und nahm das Angebot an. Ausschlaggebend war die Tatsache, dass Bucaspor eine sehr junge Mannschaft war und Güral so eine reelle Chance sah, regelmäßig spielen zu können. Nachdem er die ersten sechs Wochen wegen Umstellungsproblemen nur sporadisch spielte, erkämpfte er sich im Oktober 2011 einen Stammplatz und wurde zu den Shootingstars der TFF-1.-Lig-Saison.
Zum Sommer 2012 interessierten sich die großen türkischen Mannschaften für Güral. Besonders Beşiktaş Istanbul zeigte großes Interesse und verkündete sogar diesen Wechsel. Dieser Wechsel kam später doch nicht zustande. In der Zwischenzeit hatte Güral mit der zweiten Auswahl der Türkischen Nationalmannschaft am Turnier von Toulon teilgenommen und die Vizemeisterschaft erreicht. So stieg erneut sein Marktwert. Im Juni 2012 wechselte er dann für eine Ablösesumme von etwa 1,46 Millionen € zu Trabzonspor.
In der Wintertransferperiode 2014/15 wechselte Güral zum Ligarivalen Eskişehirspor. Im Sommer 2016 verpflichtete ihn der Erstligist Antalyaspor. Für Antalyaspor spielte Güral 34 Ligaspiele und erzielte fünf Tore. Zur Saison 2018/19 wechselte er ablösefrei zu Alanyaspor. Nachdem er bei Alanyaspor in einer halben Saison mit zwei Ligaeinsätzen eher ein Reservistendasein fristete, wechselte er in der Winterpause 2018/19 zu seinem ehemaligen Verein, dem Zweitligisten Eskişehirspor.
Im Januar 2020 wechselte Güral zum Regionalligisten Türkgücü München, bei denen er einen Vertrag bis Saisonende unterschrieb. Hier bestritt er wegen der Corona-Pandemie allerdings nur ein Ligaspiel und wechselte im September weiter zu MKE Ankaragücü in die Süper Lig. Dort absolvierte er bis zum Saisonende 26 Ligaspiele und traf dabei vier Mal. Trotzdem wurde sein Vertrag nicht mehr verlängert und es dauerte bis zum März 2022, ehe er mit dem italienischen Zweitligisten FC Crotone einen neuen Verein fand.

### Nationalmannschaft
Güral wurde im Februar 2012 das erste Mal für die  türkischen A2-Nationalmannschaft nominiert und gab hier sein Länderspieldebüt am 29. Februar 2012 beim 5:0-Sieg gegen zweite Auswahl Estlands. Dabei gelang ihm auch sein erster Treffer. Im Rahmen des Turniers von Toulon 2012 wurde Güral im Mai 2012 erneut für die A2-Auswahl nominiert. Der Verband berief hierfür Spieler, die jünger als 23 Jahre waren, um die Altersbedingungen für das Turnier zu erfüllen. Die Mannschaft schaffte es bis ins Finale und unterlag dort der Auswahl Mexikos. Güral zählte während des Turniers zu den Leistungsträgern seines Teams.

## Erfolge
- SSV Jahn Regensburg
  - Meister der Bayernliga: 2007

- Türkischen A2-Nationalmannschaft
  - Vizemeisterschaft im Turnier von Toulon: 2012